# Villerouge-Termenès
Villerouge-Termenès, en idioma occitano Vilaroja-Termenés, es una localidad y comuna francesa situada en el departamento del Aude, en la región de Languedoc-Roussillon. Hasta el 16 de mayo de 1962 a esta población se la denominaba Villerouge.
Sus habitantes reciben el gentilicio en idioma francés de Villerougeais.

## Demografía
| 310 | 300 | 321 | 378 | 410 | 420 | 371 | 417 | 395 | 411 | 381 | 350 | 331 | 336 | 323 | 288 | 275 | 283 | 250 | 268 | 258 | 269 | 269 | 240 | 261 | 250 | 210 | 176 | 140 | 146 | 154 | 158 |
| Para los censos de 1962 a 1999 la población legal corresponde a la población sin duplicidades (Fuente: INSEE [Consultar]) |     |     |     |     |     |     |     |     |     |     |     |     |     |     |     |     |     |     |     |     |     |     |     |     |     |     |     |     |     |     |     |

## Personalidades ligadas a la comuna
- Guillaume Bélibaste.

## Lugares de interés
- Castillo de Villerouge-Termenès